# Nieder Prauske

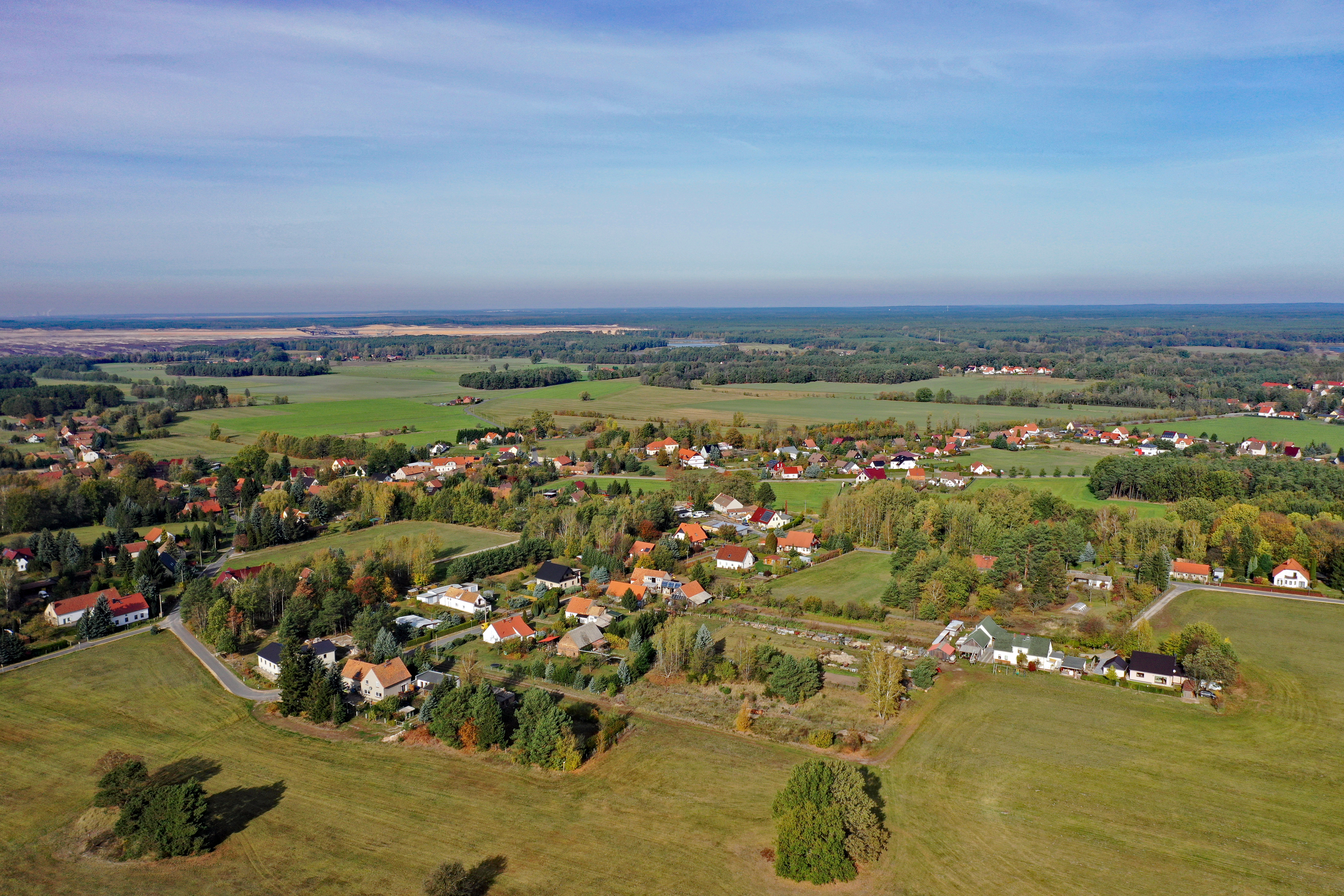
Luftbild 2019

Nieder Prauske, obersorbisch Delnje Brusy, ist eine Ortschaft in der sächsischen Gemeinde Rietschen im Landkreis Görlitz mit knapp 400 Einwohnern.
Das Namenspräfix Nieder dient zur Unterscheidung von der etwa 20 Kilometer südwestlich liegenden Ortschaft Ober Prauske. Beide Orte befinden sich im sorbischen Siedlungsgebiet in der Oberlausitz.

## Geographie
Nieder Prauske liegt südwestlich von Rietschen an der von dort nach Boxberg führenden Staatsstraße 131. Umliegende Ortschaften sind die zur Gemeinde Rietschen gehörenden Orte Neuliebel im Westen, Hammerstadt im Nordwesten, Werda im Norden, Rietschen und Neuhammer im Nordosten und Teicha im Osten. Südlich von Nieder Prauske liegt die zum Nieskyer Ortsteil Kosel gehörende Siedlung Zedlig. Daubitz, zu dessen Kirchspiel Nieder Prauske bis ins 20. Jahrhundert gehörte, liegt etwa fünf Kilometer nordöstlich entfernt.
Während zwischen den Ortschaften der Gemeinde Rietschen große Feldflächen und nur wenige Wälder liegen, schließen sich südlich der Achse Neuliebel–Nieder Prauske–Teicha weiträumige Wälder an, wobei die drei Ortschaften jeweils von einem kleinen Feldgürtel umgeben werden.
Östlich von Nieder Prauske verlaufen aus Rietschen kommend die Bundesstraße 115 in Richtung Niesky und die Bahnstrecke Berlin–Görlitz in Richtung Hähnichen.

## Geschichte

### Ortsgeschichte

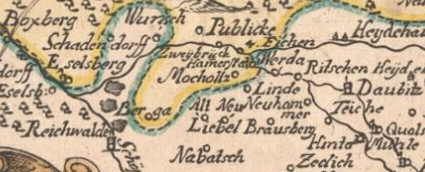
Ausschnitt aus einer Karte der Herrschaft Muskau (1745) mit der Bezeichnung Brausberg

Gräberfunde belegen eine Besiedlung der Gemarkung bereits in der Bronzezeit. Nachdem weite Teile der nördlichen Oberlausitz seit der Völkerwanderung jahrhundertelang unbesiedelt waren, setzte deren Wiederbesiedlung zumeist im 12. und 13. Jahrhundert ein.
Wann Nieder Prauske angelegt wurde, ist heute unklar, zumal auch die Namensähnlichkeit und geographische Nähe zu Ober Prauske keine eindeutige Zuordnung früher Urkunden zulassen. So ist beispielsweise bei zwei Dokumenten im Bautzener Domstiftsarchiv aus dem Jahr 1293, die uilla Bruzk und villa Bruzch nennen, unklar, ob sie sich auf Nieder Prauske beziehen. Auch bei Heyne de Prusig, der 1389 in einer Görlitzer Ratsrechnung genannt wird, lassen sich keine eindeutigen Rückschlüsse auf seinen Wohnsitz finden. Eine gesicherte urkundliche Erwähnung fand 1456 unter dem Namen Prawsk statt. Die Form des Dorfes als erweiterter Rundweiler lassen auf eine sorbische Ortsgründung schließen, die von deutschen Siedlern während der Zeit der Ostsiedlung erweitert wurde.
Spätestens seit der Reformation war Nieder Prauske nach Daubitz eingepfarrt. Nachdem die Daubitzer Grundherrschaft im 17. Jahrhundert das Rittergut Rietschen erwarb, wurde das Gut Nieder Prauske als Vorwerk in Erbpacht mit diesem verbunden.
Das Königreich Sachsen musste 1815 viele Landesteile an Preußen abtreten, da es in den napoleonischen Kriegen an französischer Seite kämpfte. So kamen unter anderem die seit dem Prager Frieden zu Sachsen gehörige Niederlausitz und der nordöstliche Teil der Oberlausitz an Preußen. Infolgedessen wurde Nieder Prauske 1816 dem neu gegründeten Landkreis Rothenburg (Provinz Schlesien) zugeordnet.
Im Jahr 1847 wurde eine Schule gebaut, die 1912 gegen einen Neubau ersetzt wurde. Das Gebäude wird jetzt als Wohnhaus genutzt.
Mit der Einführung der Amtsbezirke in Preußen wurde die Landgemeinde Nieder Prauske 1874 zusammen mit den Landgemeinden Rietschen und Werda und den gleichnamigen Gutsbezirken dem Amtsbezirk Rietschen zugeordnet. Im Laufe der Zeit wurde der Amtsbezirk vergrößert und die Gutsbezirke in die jeweiligen Gemeinden eingegliedert. Am 1. April 1938 wurden Werda (seit 1936 Inselheide) und Nieder Prauske nach Rietschen eingegliedert.
In Nieder Prauske wurden zwei Ziegeleien betrieben. Die Produktion der Gutsziegelei wurde 1915 eingestellt, die andere Ziegelei wurde gegen Ende des Zweiten Weltkriegs durch Kampfeinwirkungen zerstört.
Nach dem Krieg kam der schlesische Teil der Oberlausitz wieder an Sachsen. Mit der Auflösung der Länder in der DDR wurde Rietschen 1952 dem Kreis Weißwasser im Bezirk Cottbus zugeordnet. 1956 wurde Nieder Prauske von Daubitz nach Rietschen umgepfarrt.
Die Schule wurde 1977 geschlossen, seitdem erhalten die Schüler in Rietschen und Daubitz Unterricht.
Von 1990 bis 1993 wurde Nieder Prauske in Richtung Rietschen um eine Wohnsiedlung erweitert, die für vom Tagebau Reichwalde betroffene Umsiedler aus der Gemeinde Viereichen angelegt wurde.

### Bevölkerungsentwicklung
| Jahr | Einwohner |
| ---- | --------- |
| 1825 | 237       |
| 1871 | 388       |
| 1885 | 439       |
| 1905 | 504       |
| 1925 | 625       |
| 1938 | 662       |
| 2002 | 374       |
| 2008 | 351       |

Im Jahr 1777 wirtschafteten in Nieder Prauske 4 besessene Mann, 7 Gärtner und 17 Häusler.
Zwischen 1825 und 1925 stieg die Einwohnerzahl von 237 um mehr als das Doppelte auf 625 an. Bis zur 1938 erfolgten Eingemeindung ist nochmals ein Anstieg um etwa 40 Einwohner zu verzeichnen.
Aus Arnošt Mukas Statistik der Sorben in der Oberlausitz geht hervor, dass Nieder Prauske Anfang der 1880er Jahre bereits nahezu gänzlich deutsch besiedelt war. Er zählte unter 408 Einwohnern 10 Sorben. Auch in Neuliebel, Hammerstadt, Werda, Rietschen, Neuhammer, Daubitz und Teicha war der Anteil der sorbischen Bevölkerung ähnlich gering, während in den westlicher gelegenen Orten Altliebel, Mocholz und Viereichen eine umgekehrte Struktur vorlag.

### Ortsname
Der Ortsname entwickelte sich, von den unsicheren Nennungen Bruzk, Bruzch und Prusig abgesehen, von Prawsk (1456) über Prawssigk (1515), Brauske (1732), Brausberg (1745), Prauska (1791) zu Prauske (1845). Wie bei Ober Prauske leiten sich der deutsche und der obersorbische Name vom altsorbischen Wort brus „Wetzstein“ ab.